# テトラフルオロホウ酸1-メチル-3-n-オクチルイミダゾリウム
テトラフルオロホウ酸1-メチル-3-n-オクチルイミダゾリウム（英: 1-Methyl-3-n-octylimidazolium tetrafluoroborate、OMIM BF4）は、融点が100 °C未満のイオン液体である。

## 調製
テトラフルオロホウ酸1-メチル-3-n-オクチルイミダゾリウムは、臭化1-メチル-3-オクチルイミダゾリウムとテトラフルオロホウ酸アンモニウムとの無溶媒マイクロ波反応によって調製できる。

OMIM BF_{4}の合成

## 用途
テトラフルオロホウ酸1-メチル-3-n-オクチルイミダゾリウムは、溶媒として使用される。また、テトラフルオロホウ酸1-メチル-3-n-オクチルイミダゾリウムは、エポキシ樹脂の改質および、二酸化炭素還元において使用することができる。